# Monumento ai caduti (Como)
Il Monumento ai caduti di Como è un'imponente torre, alta 30 metri, aperta da grandi finestroni e completamente rivestita di pietra di Aurisina e Reppen.
All'interno, sopra al basamento, vi è un monolito in granito d'Alzo dal peso di 40 tonnellate rivestito di diorite d'Anzola, con incisi i nomi dei 650 caduti comaschi della prima guerra mondiale. Scendendo la scala circolare si raggiunge il piano inferiore dove in uno spazio ruotato di 90° vi è un altare; qui all'interno del basamento vi era il sacrario.
Sulla facciata a lago è scolpita la frase "STANOTTE SI DORME A TRIESTE O IN PARADISO CON GLI EROI. 10 ottobre 1916 - Antonio Sant'Elia".
Sul retro invece "LA CITTÀ ESALTA CON LE PIETRE DEL CARSO LA GLORIA DEI SUOI FIGLI".
Sorge ai giardini pubblici, in riva al lago, di fianco al Tempio Voltiano e nelle vicinanze dello Stadio Giuseppe Sinigaglia.

## Storia
Il monumento è ispirato a uno schizzo a matite colorate ed acquarello dipinto nel 1914 dal futurista Antonio Sant'Elia, uno dei più illustri caduti comaschi della Grande Guerra appunto ricordati dal monumento. All'inizio vi fu un primo progetto, vincitore dell'apposito concorso, (I grado 1925, II grado 1926) disegnato dagli architetti Asnago e Vender per la parte costruttiva e da Carlo e Luigi Rigola per la parte decorativa, ma fu però respinto dalle autorità. Nel frattempo si fece strada l'ipotesi di costruire il monumento in una localizzazione del lungolago e venne chiesto a Terragni di redigere una proposta. Il progetto presentato da Terragni prevedeva un'impostazione di due lastre verticali traforate e parallele che racchiudevano nell'intercapedine lo spazio celebrativo.
In visita a Como, irruppe nel dibattito sul monumento anche il fondatore del movimento futurista Marinetti, che nel 1930 propose di realizzare (invece del progetto di Terragni) una trasposizione fattibile del disegno di centrale elettrica (ovvero una Torre faro) del Sant'Elia, ribadito come martire della guerra, comasco e architetto caposcuola del movimento futurista. Nonostante la critica di Persico circa la destinazione a monumento del progetto di una centrale elettrica, il noto pittore futurista Enrico Prampolini nel 1930 si prese l'incarico di tramutare il disegno di Sant'Elia in un'opera architettonica e di seguito fu avviata la costruzione sotto la direzione dell'ingegnere Attilio Terragni, fratello di Giuseppe.

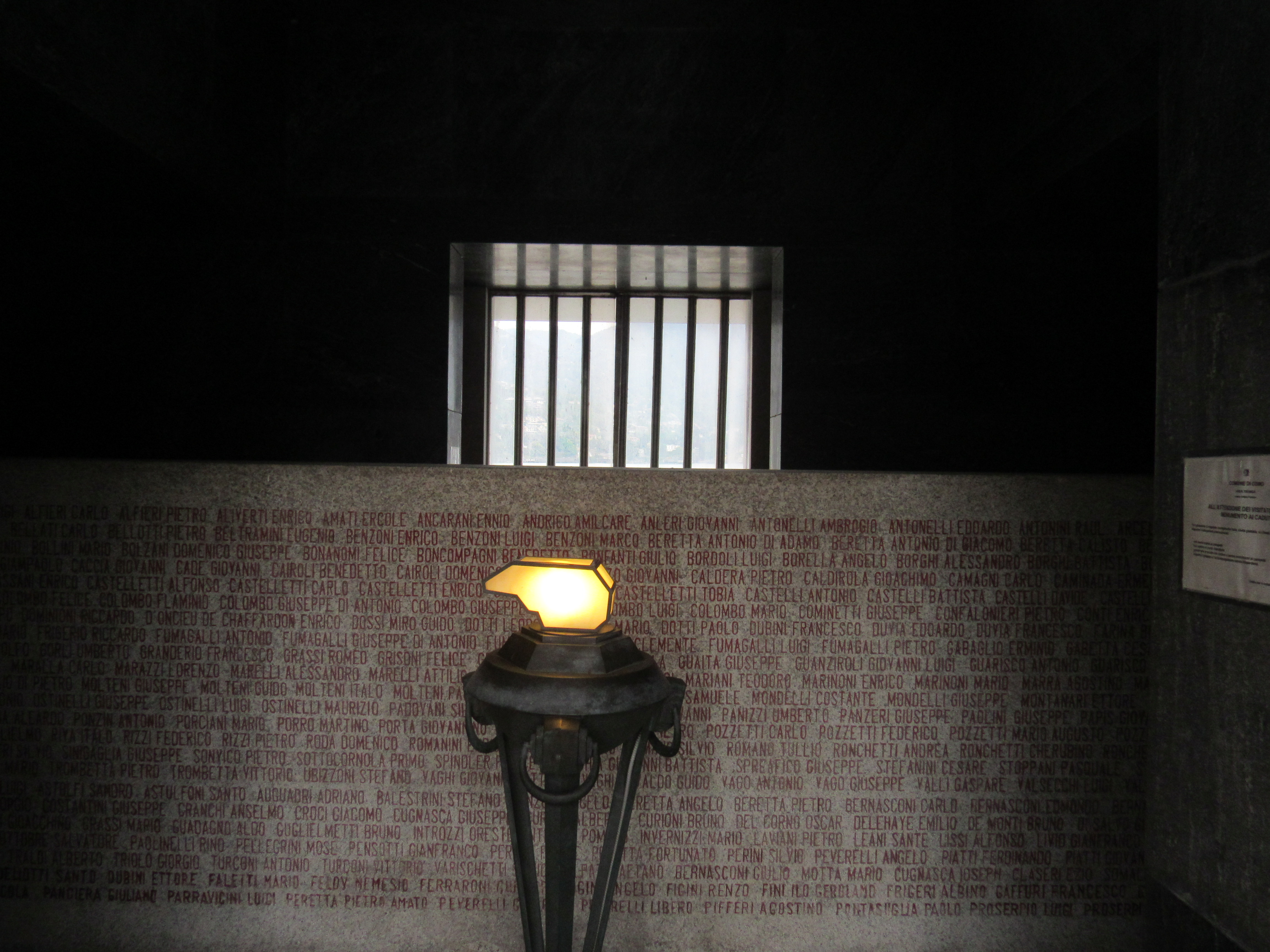
Interno del sacello

Presto si rivelò però l'insufficienza del progetto a causa della mancanza di elaborati tecnici. Quindi a cantiere aperto fu chiamato Giuseppe Terragni a intervenire. Costretto dagli eventi ad abbandonare la propria proposta, porta a compimento il disegno redatto da Prampolini eliminando le decorazioni retoriche, rifinendo la sagoma dei grandi blocchi, inserendo alla sommità due lanterne (non realizzate) e progettando la cripta e il sacello. Quindi di Giuseppe Terragni sono le decisioni architettoniche, la scelta dei materiali e lo studio degli interni.
Il monumento, completamente ultimato nel 1933, venne inaugurato il 4 novembre dello stesso anno e dedicato a tutti i caduti in particolare al Sant'Elia, autore dei disegni da cui il Terragni prese spunto per costruire il futuristico monumento.
Le grandi dimensioni del monumento lo rendono visibile anche a distanza trasformandolo in una grande attrazione turistica della città.

### Esplicative
1. ↑  Al concorso aveva partecipato anche Terragni (per la prima volta con Lingeri) con una proposta che oscilla tra richiami classici e trattamento cubico delle masse. Interessante anche la soluzione urbanistica ricucendo il nuovo fabbricato del monumento innestato sullo spigolo della torre accanto al Broletto. 
cfr. Antonino Saggio, Giuseppe Terragni Vita e Opere, Roma-Bari Editori Laterza, 2011 (1995), pp. 10-11.

### Bibliografiche
1. 1 2  TCI, Guida d'Italia [...], p. 272.
2. ↑  Berra, p. 30.